# 朝比奈泰勝
朝比奈 泰勝（あさひな やすかつ）は、戦国時代から江戸時代前期にかけての武将・旗本。今川氏、徳川氏の家臣。

## 生涯
天文16年（1547年）、朝比奈泰知（道半）の子として遠江国で生誕。
朝比奈氏は鎌倉時代の御家人・朝比奈義秀の後裔と称し、駿河国の今川氏に代々仕えていた。永禄3年（1560年）、主君・今川義元が桶狭間の戦いで尾張国の織田信長に討たれた後、多くの家臣が徳川家康に臣従した中で、朝比奈氏は義元の子・氏真に仕え、氏真衆の側近として海老江里勝と共に従っていた。
戦国大名家としての今川氏が滅亡後も氏真の下にあったが、天正3年（1575年）、長篠の戦いが起きると氏真の使者として徳川陣中を見舞った際に、甲斐国の武田勝頼の武将・内藤昌豊を討ち取っている。これに感心した家康は氏真から泰勝をもらい受けたという。
ただし、天正6年（1579年）8月に徳川家康と北条氏政の間で同盟が結ばれたとき、泰勝は徳川側の使者として交渉にあたっているが、この段階では立場的には家康の要請の受けた氏真によって派遣された形を取っており、家康の家臣になるのはそれ以降と考えられている。
以後は徳川氏の家臣として、天正12年（1584年）の長久手の戦いでも戦功を挙げた。天正16年（1588年）、北条氏直が豊臣秀吉と和議を持とうとした際には使者として小田原城に赴き、北条氏規に上洛を促した。天正18年（1590年）の小田原征伐でも使者として氏直と秀吉の間を行き来した。
後に旗本として大番頭となり、慶長7年（1602年）10月2日に近江国栗太郡において1000石を賜った。その後、家康の十男・徳川頼宣附きとなり、慶長13年（1608年）2月20日に常陸国茨城郡の2000石を加増された。
寛永10年（1633年）9月23日、紀伊国和歌山において死去。享年87。

## 系譜
- 父：朝比奈泰知
- 母：不詳
- 室：不詳
  - 男子：朝比奈泰成
  - 男子：朝比奈泰吉
- 養子
  - 男子：朝比奈泰重 - 青山忠成の三男

## 登場する作品
- 『おんな城主 直虎』（2017年、NHK大河ドラマ、演：ヨシダ朝）